# Grzegorz Nowak
Grzegorz Nowak, född den 1 november 1954 i Luboń i Polen, är en polsk roddare.
Han tog OS-brons i fyra med styrman i samband med de olympiska roddtävlingarna 1980 i Moskva.